# ناتاليا إيفانوفا (عداءة)
ناتاليا نيكولايفنا إيفانوفا (بالروسية: Наталья Николаевна Иванова) هي عداءة مسافات قصيرة وحواجز روسية ولدت في يوم 25 يونيو 1981. أبرز انجازاتها هو فوزها بالميدالية الفضية في دورة الألعاب الأولمبية الصيفية 2004 في سباق 4*400 متر في أثينا.